# Mimocrypta
Mimocrypta is een geslacht van vlinders uit de familie wespvlinders (Sesiidae), onderfamilie Sesiinae.
Mimocrypta is voor het eerst wetenschappelijk beschreven door Naumann in 1971. De typesoort is Cryptomima hampsoni.

## Soort
Mimocrypta omvat de volgende soort:
- Mimocrypta hampsoni (Butler, 1902)